# Goldpan Park
Goldpan Park är en park i Kanada.   Den ligger i provinsen British Columbia, i den södra delen av landet, 3 400 km väster om huvudstaden Ottawa. Goldpan Park ligger 325 meter över havet.
Terrängen runt Goldpan Park är bergig norrut, men söderut är den kuperad. Goldpan Park ligger nere i en dal som går i nord-sydlig riktning. Trakten runt Goldpan Park är nära nog obefolkad, med mindre än två invånare per kvadratkilometer.. Närmaste större samhälle är Lytton, 19,1 km sydväst om Goldpan Park.
I omgivningarna runt Goldpan Park växer i huvudsak barrskog.